# Olympische Sommerspiele 1980/Fechten
Bei den XXII. Olympischen Sommerspielen 1980 in Moskau fanden acht Wettkämpfe im Fechten statt. Austragungsort war die Fechthalle auf dem Gelände des ZSKA-Sportzentrums neben dem Chodynkafeld.

## Bilanz

### Medaillenspiegel
| Platz | Land        | Gold | Silber | Bronze | Gesamt |
| ----- | ----------- | ---- | ------ | ------ | ------ |
| 1     | Frankreich  | 4    | 1      | 1      | 6      |
| 2     | Sowjetunion | 3    | 3      | 2      | 8      |
| 3     | Schweden    | 1    | –      | –      | 1      |
| 4     | Ungarn      | –    | 2      | 3      | 5      |
| 5     | Polen       | –    | 1      | 2      | 3      |
| 6     | Italien     | –    | 1      | –      | 1      |

### Medaillengewinner
| Konkurrenz         | Gold                                                                                   | Silber                                                                                       | Bronze                                                                                           |
| ------------------ | -------------------------------------------------------------------------------------- | -------------------------------------------------------------------------------------------- | ------------------------------------------------------------------------------------------------ |
| Degen Einzel       | Johan Harmenberg                                                                       | Ernő Kolczonay                                                                               | Philippe Riboud                                                                                  |
| Degen Mannschaft   | Philippe Boisse, Hubert Gardas, Patrick Picot, Philippe Riboud, Michel Salesse         | Ludomir Chronowski, Piotr Jabłkowski, Andrzej Lis, Leszek Swornowski, Mariusz Strzałka       | Alexander Abuschachmetow, Aschot Karagjan, Boris Lukomski, Alexander Moschajew, Wladimir Smirnow |
| Florett Einzel     | Wladimir Smirnow                                                                       | Pascal Jolyot                                                                                | Alexander Romankow                                                                               |
| Florett Mannschaft | Philippe Bonnin, Bruno Boscherie, Didier Flament, Pascal Jolyot, Frédéric Pietruszka   | Aschot Karagjan, Wladimir Lapizki, Alexander Romankow, Sabirdschan Rusijew, Wladimir Smirnow | Lech Koziejowski, Adam Robak, Marian Sypniewski, Bogusław Zych                                   |
| Säbel Einzel       | Wiktor Krowopuskow                                                                     | Michail Burzew                                                                               | Imre Gedővári                                                                                    |
| Säbel Mannschaft   | Mikalaj Aljochin, Michail Burzew, Wiktor Krowopuskow, Wladimir Naslymow, Wiktor Sidjak | Michele Maffei, Ferdinando Meglio, Mario Aldo Montano, Marco Romano, Giovanni Scalzo         | Imre Gedővári, Pál Gerevich, Ferenc Hammang, György Nébald, Rudolf Nébald                        |

| Konkurrenz         | Gold | Silber                                                                                   | Bronze                                                                              |
| ------------------ | --- | ---------------------------------------------------------------------------------------- | ----------------------------------------------------------------------------------- |
| Florett Einzel     | Pascale Trinquet                                                                                        | Magda Maros                                                                              | Barbara Wysoczańska                                                                 |
| Florett Mannschaft | Isabelle Boéri-Bégard, Véronique Brouquier, Brigitte Latrille-Gaudin, Christine Muzio, Pascale Trinquet | Nailja Giljasowa, Jelena Belowa, Walentina Sidorowa, Irina Uschakowa, Larissa Zagarajewa | Edit Kovács, Magda Maros, Ildikó Schwarczenberger, Gertrúd Stefanek Zsuzsanna Szőcs |

## Ergebnisse Männer

### Degen Einzel

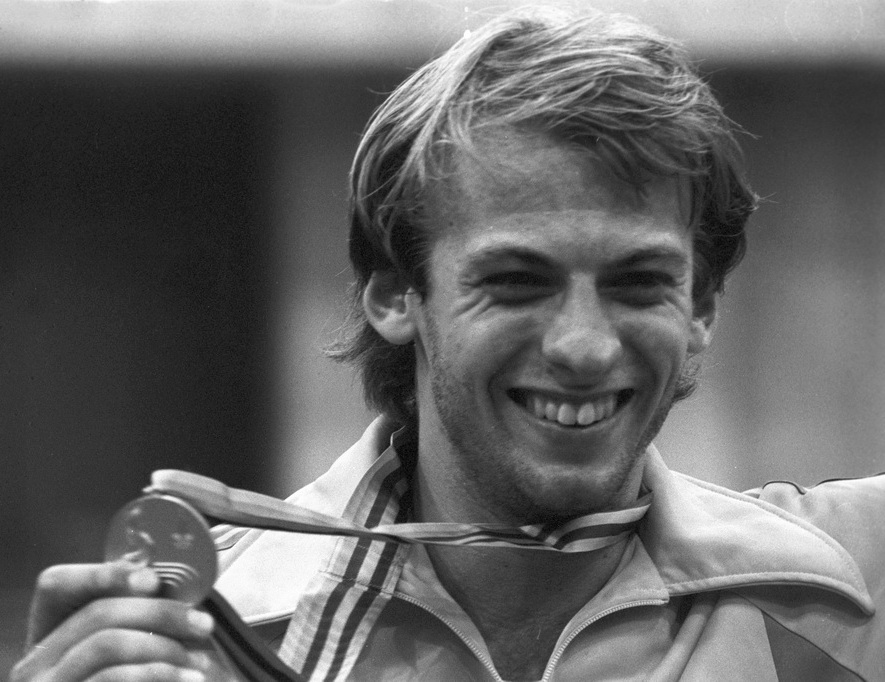
Johan Harmenberg

| Platz | Land | Sportler            |
| ----- | ---- | ------------------- |
| 1     | SWE  | Johan Harmenberg    |
| 2     | HUN  | Ernő Kolczonay      |
| 3     | FRA  | Philippe Riboud     |
| 4     | SWE  | Rolf Edling         |
| 5     | URS  | Alexander Moschajew |
| 6     | ROM  | Ioan Popa           |
| 7     | URS  | Boris Lukomski      |
| 7     | TCH  | Jaroslav Jurka      |

Datum: 27. bis 28. Juli 1980

42 Teilnehmer aus 16 Ländern

### Degen Mannschaft
| Platz | Land | Sportler                                                                                         |
| ----- | ---- | ------------------------------------------------------------------------------------------------ |
| 1     | FRA  | Philippe Boisse, Hubert Gardas, Patrick Picot, Philippe Riboud, Michel Salesse                   |
| 2     | POL  | Ludomir Chronowski, Piotr Jabłkowski, Andrzej Lis, Leszek Swornowski, Mariusz Strzałka           |
| 3     | URS  | Alexander Abuschachmetow, Aschot Karagjan, Boris Lukomski, Alexander Moschajew, Wladimir Smirnow |
| 4     | ROM  | Costică Bărăgan, Anton Pongratz, Ioan Popa, Octavian Zidaru                                      |
| 5     | SWE  | Rolf Edling, Johan Harmenberg, Leif Högström, Hans Jacobson, Göran Malkar                        |
| 6     | TCH  | Jiří Adam, Jiří Douba, Jaromír Holub, Jaroslav Jurka, Oldřich Kubišta                            |
| 7     | GBR  | Rob Bruniges, John Llewellyn, Neal Mallett, Steven Paul                                          |
| 8     | HUN  | Ernő Kolczonay, István Osztrics, Jenő Pap, László Pető, Péter Takács                             |

Datum: 30. bis 31. Juli 1980

52 Teilnehmer aus 11 Ländern

### Florett Einzel
| Platz | Land | Sportler            |
| ----- | ---- | ------------------- |
| 1     | URS  | Wladimir Smirnow    |
| 2     | FRA  | Pascal Jolyot       |
| 3     | URS  | Alexander Romankow  |
| 4     | URS  | Sabirdschan Rusijew |
| 5     | POL  | Lech Koziejowski    |
| 6     | ROM  | Petru Kuki          |
| 7     | FRA  | Frédéric Pietruszka |
| 7     | HUN  | István Szelei       |

Datum: 22. bis 23. Juli 1980

37 Teilnehmer aus 16 Ländern

### Florett Mannschaft
| Platz | Land | Sportler                                                                                     |
| ----- | ---- | -------------------------------------------------------------------------------------------- |
| 1     | FRA  | Philippe Bonnin, Bruno Boscherie, Didier Flament, Pascal Jolyot, Frédéric Pietruszka         |
| 2     | URS  | Aschot Karagjan, Wladimir Lapizki, Alexander Romankow, Sabirdschan Rusijew, Wladimir Smirnow |
| 3     | POL  | Lech Koziejowski, Adam Robak, Marian Sypniewski, Bogusław Zych                               |
| 4     | GDR  | Hartmuth Behrens, Adrian Germanus, Siegmar Gutzeit, Klaus Haertter, Klaus Kotzmann           |
| 5     | ROM  | Petru Kuki, Tudor Petruș, Sorin Roca, Mihai Țiu                                              |
| 6     | HUN  | László Demény, Ernő Kolczonay, Jenő Pap, András Papp, István Szelei                          |
| 7     | CUB  | Guillermo Betancourt, Efigenio Favier, Heriberto González, Pedro Hernández                   |
| 8     | GBR  | Rob Bruniges, Pierre Harper, John Llewellyn, Steven Paul                                     |
| 9     | KUW  | Ahmed al-Ahmed, Khaled al-Awadhi, Ali al-Khawajah, Kifah al-Mutawa                           |

Datum: 25. bis 26. Juli 1980

40 Teilnehmer aus 9 Ländern

### Säbel Einzel
| Platz | Land | Sportler           |
| ----- | ---- | ------------------ |
| 1     | URS  | Wiktor Krowopuskow |
| 2     | URS  | Michail Burzew     |
| 3     | HUN  | Imre Gedővári      |
| 4     | BUL  | Wassil Etropolski  |
| 5     | BUL  | Christo Etropolski |
| 6     | ITA  | Michele Maffei     |
| 7     | ITA  | Ferdinando Meglio  |
| 7     | URS  | Wladimir Naslymow  |

Datum: 24. bis 25. Juli 1980

30 Teilnehmer aus 12 Ländern

### Säbel Mannschaft
| Platz | Land | Sportler                                                                               |
| ----- | ---- | -------------------------------------------------------------------------------------- |
| 1     | URS  | Mikalaj Aljochin, Michail Burzew, Wiktor Krowopuskow, Wladimir Naslymow, Wiktor Sidjak |
| 2     | ITA  | Michele Maffei, Ferdinando Meglio, Mario Aldo Montano, Marco Romano, Giovanni Scalzo   |
| 3     | HUN  | Imre Gedővári, Pál Gerevich, Ferenc Hammang, György Nébald, Rudolf Nébald              |
| 4     | POL  | Jacek Bierkowski, Leszek Jabłonowski, Andrzej Kostrzewa, Tadeusz Piguła                |
| 5     | ROM  | Corneliu Marin, Marin Mustață, Alexandru Nilca, Ion Pantelimonescu, Ioan Pop           |
| 6     | GDR  | Frank-Eberhard Höltje, Hendrik Jung, Gerd May, Rüdiger Müller, Peter Ulbrich           |
| 7     | CUB  | José Laverdecia, Jesús Ortiz, Manuel Ortiz, Guzmán Salazar                             |
| 8     | BUL  | Christo Etropolski, Wassil Etropolski, Nikolaj Marintschewski, Georgi Tschomakow       |

Datum: 28. bis 29. Juli 1980

63 Teilnehmer aus 8 Ländern

## Ergebnisse Frauen

### Florett Einzel
| Platz | Land | Sportlerin               |
| ----- | ---- | ------------------------ |
| 1     | FRA  | Pascale Trinquet         |
| 2     | HUN  | Magda Maros              |
| 3     | POL  | Barbara Wysoczańska      |
| 4     | ROM  | Ecaterina Stahl          |
| 5     | FRA  | Brigitte Latrille-Gaudin |
| 6     | ITA  | Dorina Vaccaroni         |
| 7     | POL  | Delfina Skąpska          |
| 7     | TCH  | Katarína Lokšová-Ráczová |

Datum: 23. bis 24. Juli 1980

33 Teilnehmerinnen aus 14 Ländern

### Florett Mannschaft
| Platz | Land | Sportlerinnen                                                                                           |
| ----- | ---- | --- |
| 1     | FRA  | Isabelle Boéri-Bégard, Véronique Brouquier, Brigitte Latrille-Gaudin, Christine Muzio, Pascale Trinquet |
| 2     | URS  | Nailja Giljasowa, Jelena Nowikowa, Walentina Sidorowa, Irina Uschakowa, Larissa Zagarajewa              |
| 3     | HUN  | Edit Kovács, Magda Maros, Ildikó Schwarczenberger, Gertrúd Stefanek, Zsuzsanna Szőcs                    |
| 4     | POL  | Agnieszka Dubrawska, Jolanta Królikowska, Delfina Skąpska, Kamilla Składanowska, Barbara Wysoczańska    |
| 5     | ITA  | Susanna Batazzi, Carola Mangiarotti, Clara Mochi, Anna Rita Sparaciari, Dorina Vaccaroni                |
| 6     | CUB  | Clara Alfonso, Marlene Font, María Esther García, Margarita Rodríguez                                   |
| 7     | GBR  | Wendy Ager-Grant, Ann Brannon, Hilary Cawthorne, Linda Ann Martin, Susan Wrigglesworth                  |
| 8     | GDR  | Sabine Hertrampf, Gabriele Janke, Mandy Niklaus, Beate Schubert                                         |
| 9     | ROM  | Suzana Ardeleanu, Aurora Dan, Ecaterina Stahl, Viorica Țurcanu, Marcela Zsak                            |

Datum: 26. bis 27. Juli 1980

43 Teilnehmerinnen aus 9 Ländern